# Independent Chip Model
Pour les articles homonymes, voir ICM.
Au poker, l'Independent Chip Model (ICM) est un modèle mathématique utilisé pour calculer approximativement l'équité (c'est-à-dire l'espérance) globale d'un joueur dans un tournoi. Le modèle utilise uniquement les profondeurs de tapis (c'est-à-dire le nombre de jetons détenus par chaque joueur) pour déterminer la fréquence à laquelle un joueur finira à chaque position d'un tournoi (qu'il soit à une seule table, alors dit sit-n-go, ou multi-tables, alors appelé MTT). La probabilité qu'un joueur termine à chaque position est ensuite multipliée par le montant du prix pour cette position et ces nombres sont additionnés pour déterminer l'équité globale du joueur,.

## Historique
L'ICM est également connu sous le nom de méthode Malmuth-Harville. En 1973, David Harville a publié une méthode permettant de calculer la probabilité qu'un cheval donné termine à une place donnée dans une course hippique. 
En 1987, Mason Malmuth a adapté la méthode de Harville pour calculer la probabilité qu'un joueur donné termine à une place donnée au cours d'un tournoi.

## Applications
Un mésusage répandu du terme "ICM" l'assimile à un simulateur qui aiderait un joueur à prendre des décisions de jeu dans un tournoi. De fait, de tels simulateurs utilisent souvent l'ICM mais ne sont pas à proprement parler des calculateurs ICM. 
Un véritable calculateur ICM utilisera quant à lui comme donnée d'entrée la profondeur de tapis de chaque joueur ainsi que la structure de paiement du tournoi ; pour donner en sortie l'équité estimée de chaque joueur restant.
L'ICM peut être appliqué pour répondre à des questions spécifiques, telles que, :
- L'éventail de mains avec lequel un joueur peut partir à tapis (all-in) avec une équité positive (souvent abrégée EV+ de l'anglais expected value), compte tenu de la profondeur des tapis des autres joueurs ;
- L'éventail de mains avec lequel un joueur peut suivre un autre joueur à tapis, en détaillant dans le cas où d'autres joueurs sont impliqués s'il est optimal de simplement suivre ledit tapis ou de surenchérir soi-même à tapis ;
- Lors de la discussion d'un accord de répartition des prix, généralement en table finale, combien d'argent chaque joueur devrait recevoir compte tenu de son espérance de gain du tournoi.

Le calcul de l'ICM peut être élaboré comme suit :
1. La probabilité pour chaque joueur de terminer premier est proportionnelle à son nombre de jetons[9] ;
2. Si le joueur {\displaystyle i} n'a pas terminé premier, étant donné que le joueur {\displaystyle k} a terminé premier, la probabilité que le joueur {\displaystyle i} termine en deuxième place vaut {\displaystyle P(X_{i,2}|X_{k,1})={\frac {x_{i}}{1-x_{k}}}} ;
3. Suivant cette logique, étant donné que {\displaystyle m_{1}} termine premier (à la place 1 donc), {\displaystyle m_{2}} termine à la place 2, {\displaystyle m_{j-1}} termine à la place {\displaystyle j-1}, la probabilité que le joueur {\displaystyle i} termine la place {\displaystyle j} vaut {\displaystyle P(X_{i,j}|X_{{m_{1}},1};X_{{m_{2}},2};\dotsc ;X_{{m_{j-1}},j-1})}, c'est-à-dire {\displaystyle {\frac {x_{i}}{1-x_{m_{1}}-x_{m_{2}}-\dotsb -x_{m{j-1}}}}} ;
4. Somme de la valeur dans chaque permutation (en utilisant l'énumération, le calcul est de complexité {\displaystyle O(n!)}.

### Exemple de mise en application
Soient 3 joueurs {\displaystyle A,B} et {\displaystyle C} disposant respectivement de 50, 30 et 20% des jetons disponibles. Seules deux places sont payées, la première à hauteur de 70% et la seconde de 30% du pay-out total.
Compte tenu des profondeurs de tapis, on a :
- {\displaystyle P(A=1,B=2,C=3)=0{,}5\times {\frac {0{,}3}{1-0{,}5}}=0{,}3}
- {\displaystyle P(A=1,C=2,B=3)=0{,}5\times {\frac {0{,}2}{1-0{,}5}}=0{,}2}
- {\displaystyle P(A=2,B=1,C=3)=0{,}3\times {\frac {0{,}5}{1-0{,}3}}\approx 0{,}214}
- {\displaystyle P(A=3,B=1,C=2)=0{,}3\times {\frac {0{,}2}{1-0{,}3}}\approx 0{,}086}
- {\displaystyle P(A=2,B=3,C=1)=0{,}2\times {\frac {0{,}5}{1-0{,}2}}=0{,}125}
- {\displaystyle P(A=3,B=2,C=1)=0{,}2\times {\frac {0{,}3}{1-0{,}2}}=0{,}075}

Et par conséquent :
- {\displaystyle {\text{ICM(A)}}\approx 70\times (0{,}3+0{,}2)+30\times (0{,}214+0{,}125)\approx 45{,}18} ;
- {\displaystyle {\text{ICM(B)}}\approx 70\times (0{,}214+0{,}086)+30\times (0{,}3+0{,}075)\approx 32{,}25} ;
- {\displaystyle {\text{ICM(C)}}\approx 70\times (0.125+0.075)+30\times (0.2+0.0857)\approx 22{,}57}.

Il s'ensuit que la valeur unitaire de chaque jeton une fois l'ICM pris en compte est de {\displaystyle 45{,}18/50\approx 0{,}904} pour {\displaystyle A} ; {\displaystyle 32{,}25/30\approx 1{,}075} pour {\displaystyle B} et {\displaystyle 22.57/20\approx 1{,}1285} pour {\displaystyle C}.

## Précision du modèle

### Dans une partie à 2 joueurs
Pour n'importe lequel des deux joueurs, la probabilité de finir à la première place vaut exactement {\displaystyle {\frac {\text{Profondeur de tapis}}{\text{Nombre de jetons total}}}}. L'ICM donne des résultats parfaits.

### Dans une partie à 3 joueurs
La méthode des éléments finis (MEF, FEM en anglais) permet de calculer les probabilités exactes pour chaque joueur de finir à une place donnée. Cette méthode permet donc, en comparant les résultats obtenus d'évaluer également la précision de l'ICM.
| Répartition (BB) | Calcul                      | J1 finit 1er | J1 finit 2ème | J1 finit 3ème | Equité |
| ---------------- | --------------------------- | ------------ | ------------- | ------------- | ------ |
| 25 ; 87 ; 88     | ICM                         | 0,125        | 0,1944        | 0,6806        | $25,69 |
|                  | FEM                         | 0,125        | 0,1584        | 0,7166        | $25,33 |
|                  | {\displaystyle \Delta }     | 0            | 0,0360        | -0,0360       | $0,36  |
|                  | {\displaystyle \delta (\%)} | 0%           | 22,73%        | -5,02%        | 1,42%  |
| 21 ; 89 ; 90     | ICM                         | 0,105        | 0,1701        | 0,7249        | $24,85 |
|                  | FEM                         | 0,105        | 0,1346        | 0,7604        | $24,50 |
|                  | {\displaystyle \Delta }     | 0            | 0,0355        | -0,0355       | $0,35  |
|                  | {\displaystyle \delta (\%)} | 0%           | 26,37%        | -4,67%        | 1,43%  |
| 198 ; 1          | ICM                         | 0,99         | 0,00995       | 0,00005       | $49,80 |
|                  | FEM                         | 0,99         | 0,009999      | 0,000001      | $49,80 |
|                  | {\displaystyle \Delta }     | 0            | -0,000049     | 0,000049      | $0     |
|                  | {\displaystyle \delta (\%)} | 0%           | -0,49%        | 4900%         | 0%     |